# Bauh Gunung Sari
Bauh Gunung Sari is een bestuurslaag in het regentschap Lampung Timur van de provincie Lampung, Indonesië. Bauh Gunung Sari telt 4023 inwoners (volkstelling 2010).